# Boom (canción de X Ambassadors)
«Boom» es una canción de la banda de rock estadounidense X Ambassadors. Fue lanzado como el primer sencillo de su segundo álbum de estudio, «Orion», el 25 de enero de 2019.

## Composición
Según TuneBat.com, "Boom" está escrito en la clave de E Minor y tiene un tempo de 108 latidos por minuto.

## Video musical
El video musical de "Boom" comienza con los tres miembros de la banda vistiendo atuendos que se asemejan a los uniformes de un sitio de construcción. Las luces en el fondo parpadean, deletreando "boom" en braille.
Justo antes del puente, una luz del techo cae sobre el líder, Sam Harris, dejándolo inconsciente. Se levanta y comienza a actuar de nuevo con la piel sangrando.

## En otros medios
- Esta canción se usó en la película de 2020 Sonic the Hedgehog durante la secuencia de tiempo de bala de pelea de bar.
- Esta canción se usó como tema principal del evento de Stomping Grounds de WWE.
- Esta canción se usó en el juego EA Trax para el videojuego de hockey sobre hielo NHL 20.
- Se jugó brevemente en la película de Nickelodeon Movies de 2019 Jugando con fuego.

## Posicionamiento en lista
| Lista (2019)                                  | Posiciones |
| --------------------------------------------- | ---------- |
| Estados Unidos (Rock Airplay)                 | 30         |
| Estados Unidos (Hot Rock & Alternative Songs) | 24         |